# Echa Kieleckie
Echa Kieleckie – czasopismo ukazujące się w Kielcach w latach 1906–1907.
Tygodnik powstał na fali liberalizacji cenzury i ożywienia życia politycznego w Królestwie Polskim. Być może Leon Rygier założył czasopismo pod wpływem Stefana Żeromskiego, który na przełomie XIX i XX w. przyjeżdżał do Kielc z myślą o zamieszkaniu w mieście dla pracy kulturalnej. Pierwszy numer „Ech Kieleckich” ukazał się 13 października 1906. Redakcja zapewniała, że pismo pozostanie bezpartyjne, a jego celem będzie szerzenie w społeczeństwie „szczerego postępu i demokratyzmu”.
W rzeczywistości pismo było organem Związku Postępowo-Demokratycznego. Jego celem stało się zjednoczenie zwolenników pedecji przed wyborami do II Dumy. W połowie 1907 redakcja odstąpiła od polityki, wysuwając na pierwsze miejsce publicystykę oświatowo-społeczną. Poruszano więc tematy związane z położeniem szkoły polskiej w Królestwie i stanem oświaty ludowej na Kielecczyźnie. Zofia Nałkowska, żona Rygiera, zajmowała się kwestią kobiecą.
„Echa Kieleckie” popularyzowały także literaturę. Na początku ukazały się w nich przedruki Ech leśnych i Zemsta jest moją... Stefana Żeromskiego. Drukowano nadto Ludwika Stanisława Licińskiego i Janusza Korczaka. Nałkowska zamieściła w tygodniku kilka nowel i przekładów, a Rygier wiele tekstów.
Wydawcą pisma był Marian Święcki, a finansowali je: drukarz Stanisław Święcki, inżynier Stanisław Kossuth i dentysta Stefan Papiewski. Tygodnik od momentu powstania znajdował się w konflikcie z „Gazetą Kielecką”. Brak poparcia dla szerzonych idei ze strony społeczeństwa i problemy finansowe doprowadziły do jego zamknięcia. W pożegnalnym numerze z 21 grudnia 1907 redakcja stwierdziła, że czasopismo nie powstało „dla interesu” i dlatego nie schlebiało gustom czytelników.
W październiku 1908, w 40. rocznicę pracy społeczno-kulturalnej i literackiej założyciela Związku Postępowo-Demokratycznego Aleksandra Świętochowskiego, ukazała się w Kielcach jednodniówka pn. „Echa Kieleckie”. Jej wydawcą był Marian Święcki, a w komitecie redakcyjnym znajdował się m.in. lider lokalnych struktur Polskiej Partii Socjalistycznej Franciszek Loeffler, który zamieścił słowo wstępne.